# 北京师范大学历史学院
39°57′34″N 116°22′06″E / 39.959455°N 116.368325°E
北京师范大学历史学院，历史学科是北京师范大学最早形成的系科之一。

## 历史
1902年创立的京师大学堂“第二类”分科演变而来。1912年称北京高师史地部，1928年单独设系，1952年院系调整，辅仁大学历史系并入，由此正式形成北京师范大学历史学院。